# Luka Mislej

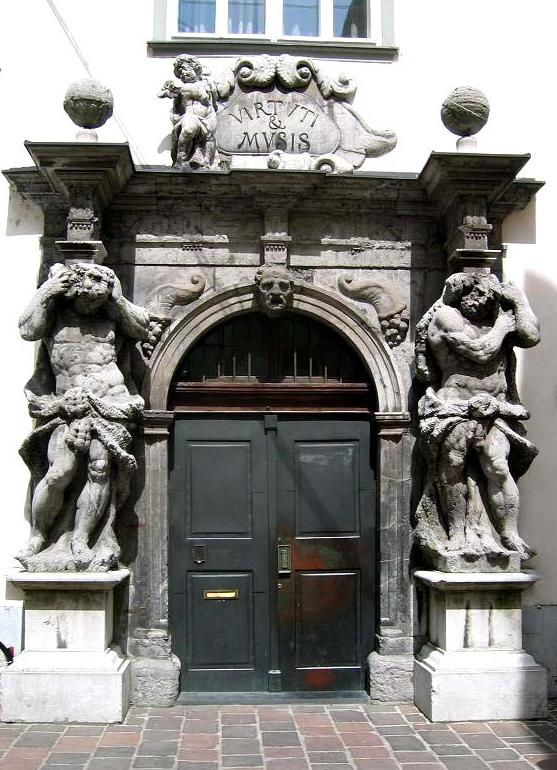
Portada del Seminario en Liubliana.

Luka Mislej (Vipavska, octubre de 1670-Škofja Loka, 1727) fue un escultor y pintor esloveno.
En 1722 el escultor italiano Francesco Robba, se casó con su hija Theresa.

## Obras
Sus trabajos más famosos son el portal monumental del Seminario en Liubliana (1714), la decoración pictórica en la iglesia de Santiago (Liubliana), el altar de la capilla en el castillo de Brežice (1718) y el altar mayor de la Catedral de Fiume (Rijeka).
- Datos: Q925583
- Multimedia: Luka Mislej / Q925583